# Filfla
Filfla é uma pequena, estéril e desabitada ilhota a 5 km de Malta, e a mais meridional das Ilhas Maltesas, o arquipélago de Malta. Pertence à cidade de Żurrieq.
O nome é derivado do filfel, do árabe para uma pimenta-preta.
A ilha tem uma área de de apenas 60.000 m² e é um platô de desintegração da pedra calcária cercado por penhascos de 60 metros de altura que descem abruptamente para a costa em forma de falésias. A cerca de 90 m a sudoeste de Filfla está a pequena ilha rochosa de Filfoletta, com apenas 0,25 ha de tamanho e na qual está localizado o ponto mais ao sul da República de Malta. O único edifício que pode ser encontrado na ilha é uma pequena capela de 1343, usada principalmente pelos pescadores. Foi completamente destruído num sismo em 1856.
Até 1971, a pequena ilha serviu como área de treino para a Royal Air Force e a Royal Navy, uma vez que se parece com um porta-aviões visto do ar. Devido aos constantes lançamentos de bombas, partes grandes da ilha se romperam. A pedido de um movimento de cidadãos, os exercícios foram interrompidos e Filfla foi declarada santuário de aves em 1980. Em 1988, as medidas de proteção foram reforçadas pela Lei da Reserva Natural de Filfla. Nas proximidades de uma milha náutica (1,852 km), foi estabelecida uma zona restrita para o tráfego marítimo. Além da calma para o mundo subaquático local em redor da ilha, o pano de fundo é, acima de tudo, que nem todos os dispositivos explosivos dos exercícios-alvo anteriores explodiram e que eles representam um risco considerável para a pesca e navegação.
A ilha tem uma espécie endémica de lagarto, o Podarcis filfolensis.

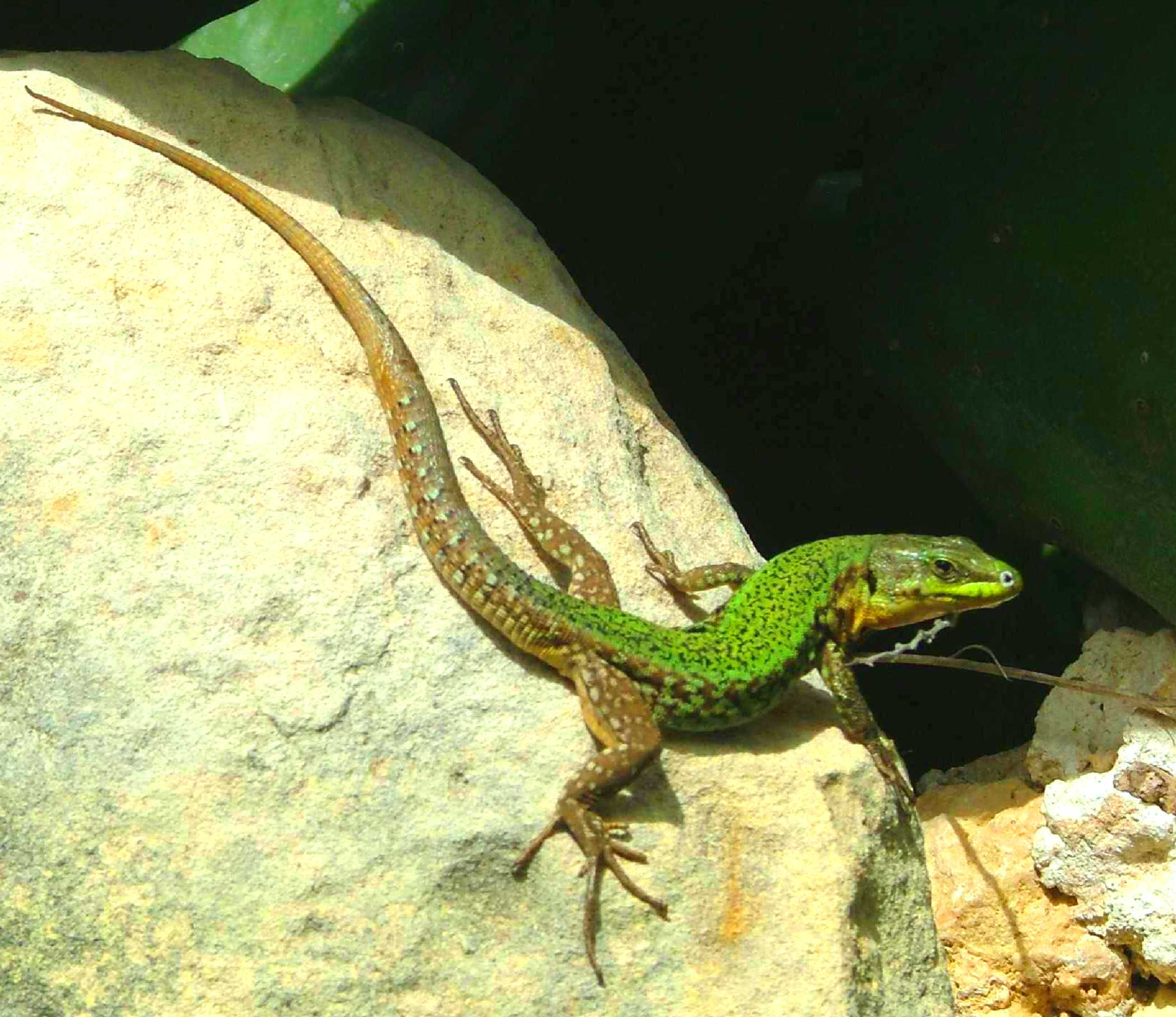
Podarcis filfolensis